# Skyldig? - ikke skyldig?
|  | Denne artikel er oprettet af botten PalnaBot ud fra en ekstern database. Den kan derfor have sproglige fejl eller mangler. Denne skabelon kan fjernes efter kontrol af indholdet. |

 For alternative betydninger, se Skyldig - ikke skyldig. (Se også artikler, som begynder med Skyldig - ikke skyldig)
Skyldig? - ikke skyldig? er en film fra 1914 instrueret af Karl Ludwig Schröder efter manuskript af Max Halbe.

## Medvirkende
- Svend Aggerholm som Grev Hugo von Grabow
- Ellen Aggerholm som Eva, sangerinde
- Olaf Fønss som Medvirkende
- Birger von Cotta-Schønberg som Medvirkende
- Franz Skondrup som Medvirkende
- Christian Lange som Medvirkende
- Alma Hinding som Medvirkende
- Johanne Krum-Hunderup som Medvirkende
- Agnes Andersen som Medvirkende
- Philip Bech som Medvirkende
- Carl Schenstrøm som Medvirkende
- Ingeborg Olsen som Medvirkende
- Maja Bjerre-Lind som Medvirkende
- Axel Mattsson som Medvirkende
- Peter Nielsen som Medvirkende
- Maggi Zinn som Medvirkende
- H.C. Nielsen som Medvirkende